# Chapi Chapo et les petites musiques de pluie
Ne pas confondre avec la série télévisée Chapi Chapo.
Chapi Chapo et les petites musiques de pluie est un projet musical imaginé en 2003 par Patrice Elegoet. Sur scène, il devient un groupe.

## Historique
Le nom fait référence à Chapi Chapo, série télévisée d'animation française de 1974, dont la musique a été crée par le compositeur François de Roubaix. Le projet est axé sur l'utilisation exclusive de jouets musicaux anciens, rejoignant ainsi le microcosme de la toy music.
Patrice Elegoet collectionne en effet tous types de jouets, plus de 400, pouvant servir à la composition de ses musiques enfantines et mélancoliques : cloches, pianos Michelsonne, moulins à musique, flexatone, mélodica, flûtes, appeaux, scie musicale, clavi-harp (invention de Maurice Martenot)... Chapi Chapo et les petites musiques de pluie s'est fait connaître avec l'album Ar mizioù du (« Les mois noirs » en breton), sorti sur le label espagnol Error! Lo-Fi Recordings, en 2007.
En 2008, il participe à l'enregistrement du Disque vert, nouvel opus du chanteur brestois Arnaud Le Gouëfflec, un disque auquel participent également Eugene Chadbourne, Noël Akchoté ou encore Moregeometrico. Suit un concert avec Arnaud Le Gouëfflec & l'orchestre préhistorique à La Carène (Brest), en juin 2008.
En mars 2009, sort l'album Chuchumuchu, un album sur lequel interviennent de nombreux artistes dont Ros Murray du groupe Electrelane, Christophe Petchanatz de Klimperei et G.W. Sok du groupe hollandais The Ex. Le Breton reprend sur cet opus le thème Batumambe, popularisé par le générique musical de l'émission belge Strip-Tease.
En mai 2009, un album dédié à Pascal Comelade sort sur le label Musea. Cette compilation, intitulée Assemblage de pièces comeladiennes du plus bel effet contient le titre Buzhug, composé par Chapi Chapo et les petites musiques de pluie.
En juin 2009, Chapi Chapo et les petites musiques de pluie adapte sa musique à la scène en s'entourant de quatre musiciens (Tangi Simon, Sébastien Desloges, Christophe Campion et Pascal Moreau). Il se produit pour la première fois au Glazart à Paris, dans le cadre de la deuxième édition du festival Music for Toys.
En février 2010, les cinq musiciens sont invités par le festival rennais Travelling et le Forum des images, à créer un ciné-concert, La petite fabrique de jouets, sur quatre films d'animation polonais : The Surprise de Teresa Badzian, The Little Mongrel de Lidia Hornicka, Maluch the Little Car et Dumpling de Lucjan Dembinski.
En juillet 2010, le groupe fait une tournée d'une dizaine de dates dans le sud de la France (Clermont-Ferrand, Roanne, Lyon, Nice...) ainsi qu'en Italie (Trento, Senigallia, Santarcangelo Di Romagna, Roma...). Il est accompagné du musicien normand Gregaldur. En novembre Patrice Elegoet fonde avec le chanteur Arnaud le Gouëfflec, le musicien John Trap et l'illustrateur Laurent Richard le projet musical pour enfants Chansons tombées de la lune. Il s'agit cette fois d'un dessin-concert (chansons illustrées en direct sur grand écran). Un livre-disque sort au début de l'année 2012.
Début 2011, la musicien Bertrand Pennetier les rejoint et prend part à la création de PoPoPolska !  un nouveau ciné-concert sur quatre films d'animation polonais produit par l'Armada Productions, le festival Travelling (Rennes) et le Festival international du film de La Rochelle en juillet 2011.
Un nouvel album, Robotank-z (Les Disques Normal / Novel Cell Poem / Differ-Ant), paraît le 18 mars 2013. Plus pop que les précédents opus, il contient encore une fois de nombreuses collaborations avec, entre autres, Jason Lytle (chanteur de Grandaddy), Carbonic, Boy, Kelly de Martino, Andrea Perdue, GW Sok (The Ex, Cannibales & Vahinés), Bertrand Pennetier, Sébastien Desloges... Il s'ensuit une tournée de l'album, sous le nom "Chapi Chapo Orchestra".
À l'automne 2013, un nouveau spectacle jeune public voit le jour : "Toutouig La La". Il s'agit cette fois d'une sieste musicale à destination des bébés, de 0 à 2 ans, accompagnés de leurs parents. Ce spectacle reçoit, fin 2014, le Prix Talents Musique Jeune Public de l'Adami.
En décembre 2020, sort le nouvel album intitulé Collector. Cette fois, le musicien fait la part belle aux jouets électroniques des années 1980. On y retrouve, au chant : Jad Fair, Laetitia Shériff, G.W. Sok, ou encore Troy Von Balthazar.
En mars 2022, le titre Fantastique, un duo avec Barbara Carlotti au chant, sort sur la plateforme Bandcamp, en soutien au peuple ukrainien.
En 2024, un projet parallèle au collectif voit le jour. Casiomaha est un duo de musique électronique à danser composée sur des petits synthétiseurs des années 1980 tels que des Casio, Yamaha, Bontempi, Kawasaki... Les deux membres, Mahawatchi et Casiowatcha sont issus de Chapi Chapo.

## Discographie

### Albums
- 2004 : Petites Musiques de pluie
- 2005 : Pouff !
- 2007 : Ar mizioù du
- 2009 : Chuchumuchu
- 2013 : Robotank-z
- 2020 : Collector

### Collaborations
- 2007 : Kawaii - éponyme
- 2008 : Boo Hoo - Supermarché
- 2009 : Arnaud Le Gouëfflec & l'orchestre préhistorique - Le Disque vert
- 2010 : John Trap - 1980
- 2012 : Chansons tombées de la Lune - Chansons tombées de la Lune
- 2019 : Watine - Maison Géométries - remix du titre Hearth Walking
- 2022 : Barbara Carlotti - Titre Fantastique en soutien au peuple ukrainien

### Compilations
- 2007 : Winter, Summer, Spring and Fall
- 2007 : Animals are Singing Under the Rain
- 2007 : A Band in a Box #2
- 2007 : Polyphonal
- 2008 : This Not Only a Xmas Time Album
- 2008 : Music for Toys #1
- 2009 : RockPost #04
- 2009 : A découvrir absolument #17
- 2009 : Assemblage de pièces comeladiennes du plus bel effet
- 2009 : Sous les pieds la terremixed
- 2013 : We Are Indie #14
- 2013 : A découvrir absolument #28
- 2014 : Music for Nurseries
- 2015 : Musique du Jouet II

## Spectacles «jeune public»
- Mini : concert pour les 0-3 ans / produit par L'Armada Productions / novembre 2025
- Tilt : concert dans une chambre / produit par L'Armada Productions / septembre 2021
- Pirate Patate : concert dessiné / produit par Le Studio Fantôme (Brest) / mai 2021
- Chansons Dragon : concert dessiné / produit par Le Studio Fantôme (Brest) / novembre 2018
- Chansons Robot : concert dessiné / produit par Le Studio Fantôme (Brest)  / novembre 2014
- Toutouig La La : sieste musicale pour les bébés et leurs parents / produit par L'Armada Productions / octobre 2013
- PoPoPolska !  : création d'une bande son, jouée en direct sur quatre films d'animation polonais / Produit par le festival Travelling (Rennes) et le Festival international du film de La Rochelle / juillet 2011
- Chansons tombées de la Lune  : concert dessiné / produit par l'Eglise de la Petite Folie (Brest)  / novembre 2010
- La Petite Fabrique de jouets  : création d'une bande son, jouée en direct sur quatre films d'animation polonais des années 1950-60 / Produit par le festival Travelling (Rennes) et le Forum des Images (Paris) / février 2010

## Distinctions
- 2015 : Spectacle Toutouig La La - Prix Talents Musique Jeune Public de l'ADAMI.
- 2014 : Robotank-z - Album « coup de cœur » du grand prix du disque Produit en Bretagne.
- 2007 : Ar mizioù du - Album « coup de cœur » du grand prix du disque du quotidien Le Télégramme.